# アルワード島

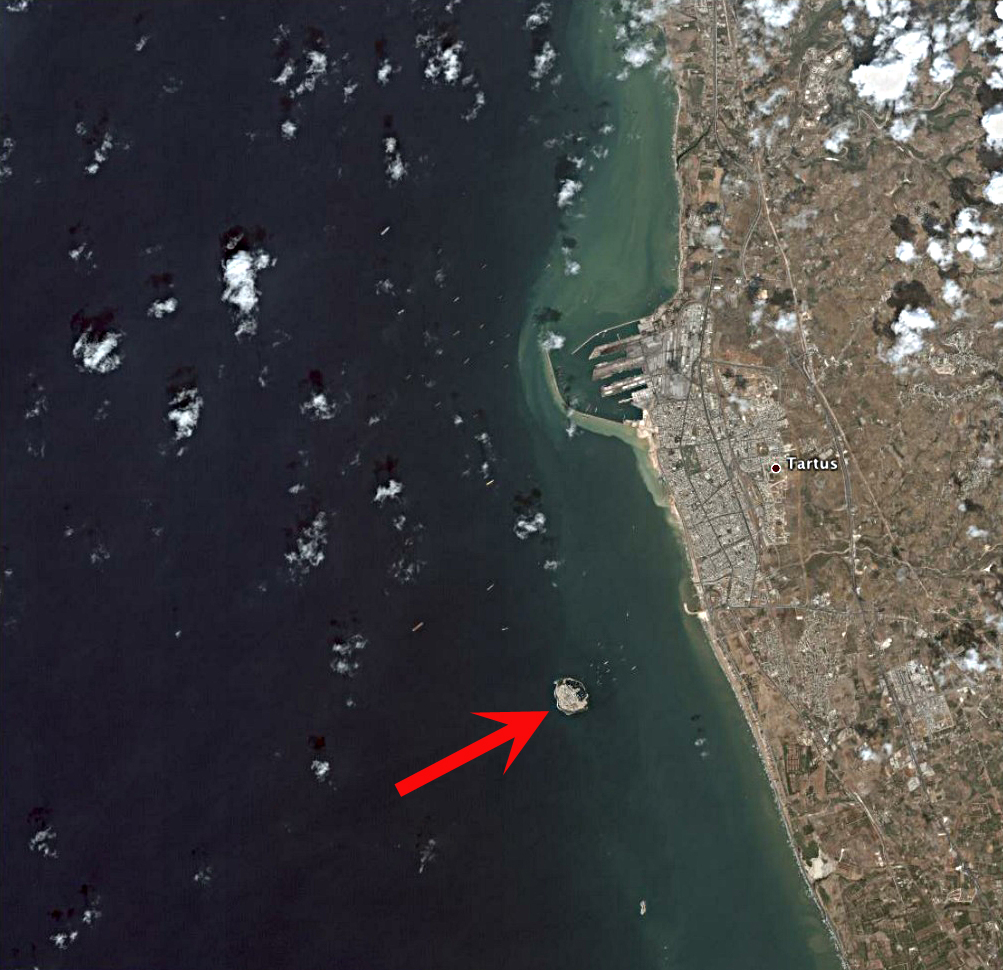
衛星写真でみたタルトゥース。西の沖合（赤い矢印）にアルワード島が浮かぶ

アルワード島（アルワッド島、アルワド島、Arwad、アラビア語：أرواد）は、東地中海のシリア沖に浮かぶ島。シリア第2の港湾都市・漁港であるタルトゥースの3km沖合にある。シリア唯一の有人島であり、アルワードの街が島の全体を占める。
別名ルアド島（Ruad）、旧名はアラド（Arado、ギリシア語：Άραδο）、アラドス（Arados、ギリシア語：Άραδος）、アルヴァド（Arvad）、アルパド（Arpad）、アルファド（Arphad）、ピエリアのアンティオキア（Αντιόχεια της Πιερίας）。

## 歴史

### フェニキア時代

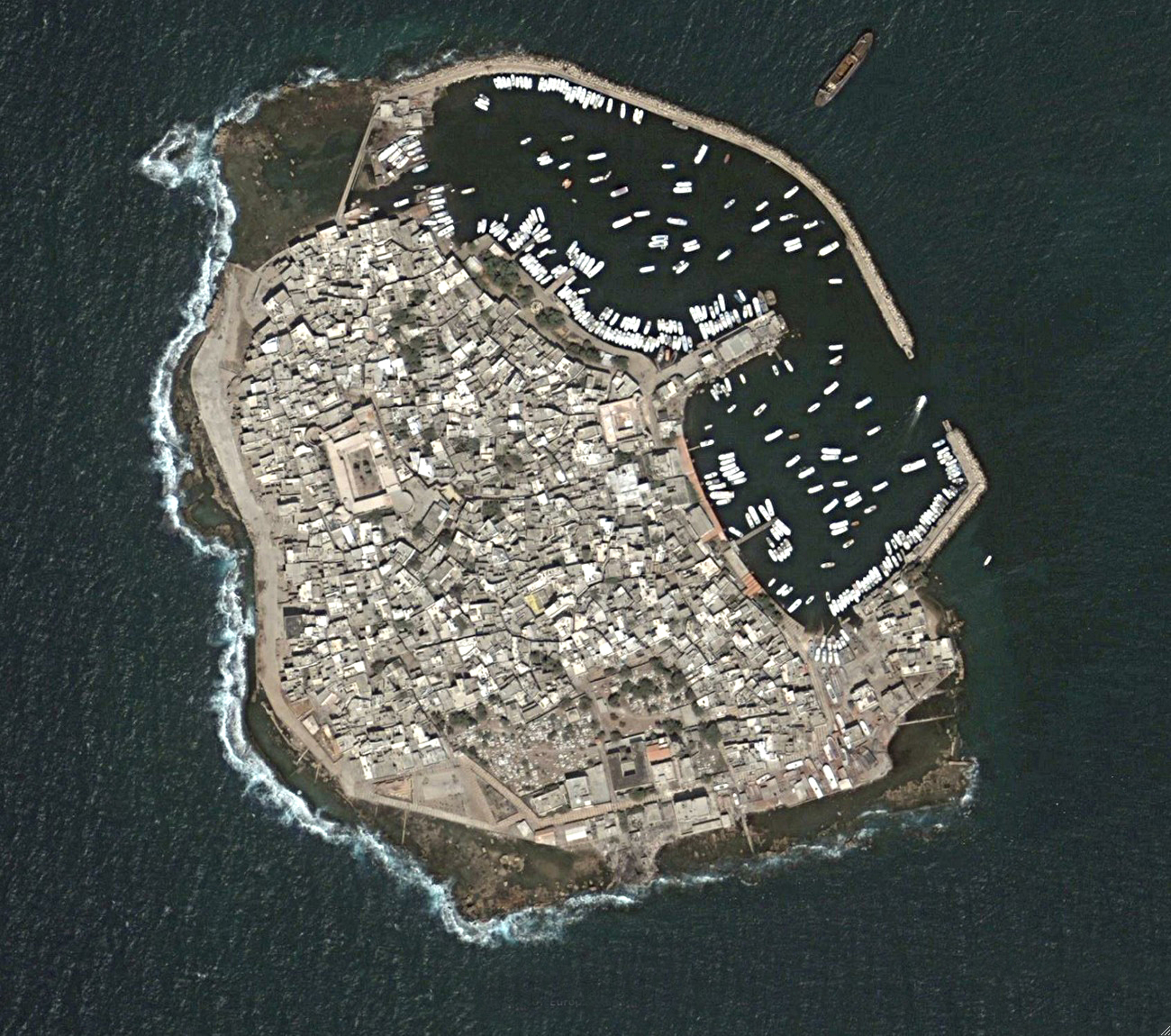
衛星写真でみたアルワード島（拡大）

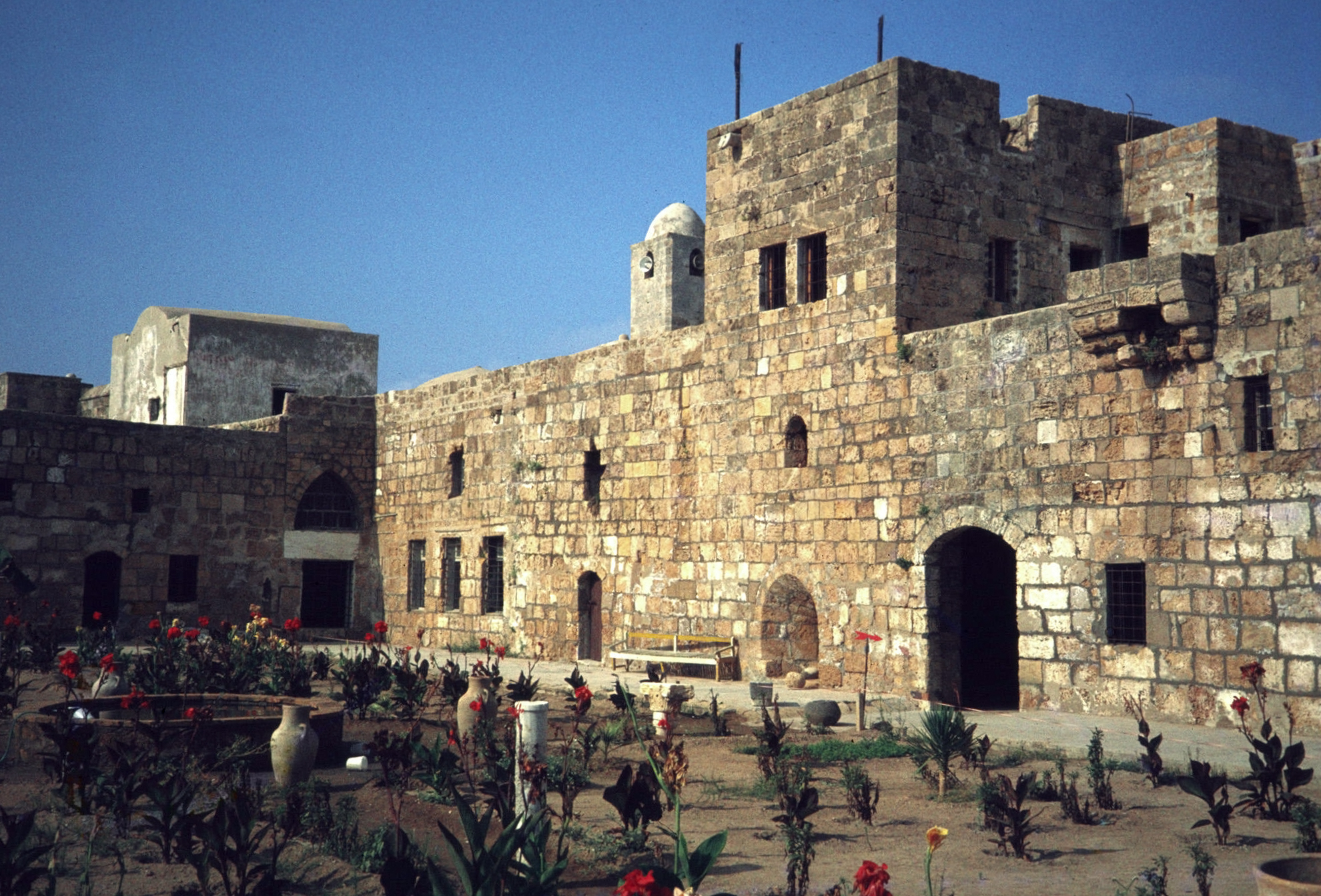
アルワード島の要塞、オスマン帝国時代に建てられ、1920年以降のフランス統治下では監獄となった

紀元前2千年紀の初期、フェニキア人が島に住み始めた。フェニキアの支配下でこの島は「アルヴァド」（Arvad）または「ジャズィラット」（Jazirat、「島」を意味する）という名の独立王国となる。またこの街は、君主よりは人民が主権者である国と記録されており、共和国のもっとも古い例の一つとされている。ギリシャ語では「アラド」（Άραδο）、「アラドス」（Άραδος）と呼ばれた。また古代の文書には「アルパド」や「アルファド」という名でも登場する。
アラドはフェニキアの強国のひとつとなり、北のバニヤース付近までの海岸の諸都市を植民地とした。また本土側にも町が築かれたが、この対岸の小さな町はアラドにちなみアンタラドゥス（ラテン語の Anti-Aradus、「アラドゥスの向かい側」）と呼ばれ、これがタルトゥースの語源になっている。フェニキア時代のアンタラドゥスはアラド支配下の小さな町に過ぎなかった。
後に街はセレウコス朝の支配下に置かれ、アンティオコス1世（前281年-前261年）により「アンティオケイア・ティス・ピエリアス」（ピエリアのアンティオキア、Αντιόχεια της Πιερίας）と改名された。アラド島はオロンテス川流域での商業活動の基地として重要であった。
旧約聖書にはこの島（アルワド）は二度言及されている。『エゼキエル書』では、預言者エゼキエルはフェニキアの都市ティルスのために嘆きの歌を歌うが、その前半のティルスの繁栄の部分に周囲の諸国とともにアルワドも登場する。

### 十字軍の時期
十字軍の時代、ルアド島（Ruad）とよばれたこの島は十字軍の橋頭堡または集結地となった。1291年、城塞都市トルトーザ（タルトゥース）がエジプトのマムルーク朝により陥落しシリア本土の拠点がすべて失われるが、沖合のルアド島はテンプル騎士団ら十字軍が死守した。彼らはトルトーザを奪還しようと策を練った。
1300年末、モンゴル帝国の末裔でイル・ハン朝の君主ガザン・ハンから共同作戦の申し出があり、十字軍国家のキプロス王国とアルメニアで会見したいと招待をしてきた。キプロス王国は陸戦用の兵士600人を用意した。300人はキプロス王ユーグ3世の息子アモーリー・ド・リュジニャンの部下で、同数の分遣隊をテンプル騎士団および聖ヨハネ騎士団から出した。騎兵と馬はキプロスから船で集結地点のルアド島へ向かった。彼らはルアド島から何度もトルトーザに攻撃を仕掛けることに成功した（ある資料は彼らは敵と交戦したと書き、ある資料はトルトーザの街を陥落させたと書いている）。しかし待ち望んでいたモンゴル軍の援軍が遅れ（遅れの理由については、資料により天気のため、または疫病のためと違いがある）、ついに十字軍はルアド島に撤退せざるを得なかった。モンゴル軍がいつまでも現れないため十字軍兵士の多くはキプロスへ帰り、ルアド島の警備の番に当たる兵士だけがルアドの兵営に残った。ローマ教皇クレメンス5世は公式にルアド島をテンプル騎士団に与えたが、これがムスリムに敗北を重ねた末に十字軍が聖地に維持した最後の拠点であった。
数か月後の1301年2月、60,000人のモンゴル軍がようやく現れたが、シリア周辺で何度か交戦しただけであった。軍を率いる武将のクトルカ（Kutluka、イル・ハン朝の資料ではクトルグ・シャー Qutlugh-Shah、西洋の資料ではコタラス Cotelesse）はヨルダン川渓谷に20,000の騎兵を置き、イル・ハン朝の長官のいるダマスカスを守らせた。しかし、すぐに撤退せざるを得なかった。
ルアド島の兵舎にはテンプル騎士団が詰めており、120人の騎士、500人の弓矢兵、400人のシリア人補助兵士が総司令官（Maréchal）バルテレミー・ド・カンシー（Barthélemy de Quincy）の指揮下にあった。1302年9月、マムルーク朝の16隻の艦隊がエジプトからトリポリ経由で沖に現れ、軍をルアド島に上陸させルアド島の戦いが始まった。激しい戦いの末、マムルーク軍は島の要塞の攻略に着手し、ド・カンシーも戦死した。1302年9月26日、騎士団員に安全な撤退を認めるという約束が双方の間で交わされ、ついに十字軍は降伏した。しかし約束は守られず、弓矢兵とシリア人兵士はすべて処刑され、騎士はカイロの監獄へ連行された。
なおもキプロス王国は艦隊でシリア沿岸の都市を襲いつづけた。ガザン・ハンが派遣したイル・ハン朝の軍80,000人が1303年にシリアを襲ったものの、3月30日にホムスで敗れ、ダマスカスの南で4月21日に起こったシャカブの戦い（Shaqhab）で敗北した後は、イル・ハン朝がシリアを侵略することはなく、西洋人がモンゴルと組んでシリアを襲うこともなくなった。